# Џорџтаун (Кајманска Острва)
Џорџтаун (енгл. George Town) је главни и највећи град Кајманских острва у Карипском мору. Има 28.836 становника по попису из 2007. године. Налази се на острву Велики Кајман.
Џорџтаун је срце кајманске финансијске индустрије, са преко 600 банака. Већина њих су мале фирме које се налазе у једној соби, а неке чак немају физичку локацију на острву. Град такође нуди и разне услуге као што су крстарење, превоз, луку за претовар терета, Хард рок кафе, као и неколико тржних центара. 
У Џорџтауну су владине зграде. Овде су скупштина, суд и зграде канцеларије владе. У владиним зградама су канцеларије председника и чланова владе, гувернера као и других државника и званичника.

## Становништво
| Година       |
| Становништво |
| ------------ |